# Relações entre Turquia e Vietnã
As relações entre a Turquia e o Vietnã (turco otomano: ترکیه ویتنام باغلانتلاری; vietnamita: 關係土耳其-越南) referem-se às relações bilaterais entre os dois países. A Turquia tem uma embaixada em Hanói e o Vietnã tem uma embaixada em Ancara e um escritório comercial em Istambul.

## Relações históricas
Embora as relações entre a Turquia e o Vietnã sejam menos conhecidas em comparação com outros países do mundo da Sinoesfera, acredita-se que o exército mongol que invadiu o Vietnã no século XIII era formado pela maioria dos guerreiros turcos e persas que lutaram na guerra. Muitos deles foram mortos em todas as três invasões fracassadas ao Vietnã, o que marcou a primeira conexão entre os vietnamitas e os turcos. Após as invasões fracassadas, os turcos acabaram imigrando para a Anatólia e fundaram o Império Otomano, e os dois países não teriam nenhum vínculo oficial até o século XX.

### Guerra do Vietnã
A situação do Vietnã virou manchete na Turquia na década de 1960, como resultado da Guerra do Vietnã, que a Turquia foi solicitada a oferecer tropas para ajudar seus aliados sul-vietnamitas e americanos contra as expansões comunistas, já que a Turquia é membro da OTAN. No entanto, a Turquia rejeitou a oferta e consolidou uma abordagem mais diplomática. As relações entre a Turquia e o Vietnã permaneceriam com pouca relevância até o fim da Guerra Fria.

## Relações modernas
Embora o Vietnã e a Turquia tenham estabelecido relações em 1978, foi somente na década de 1990 que o Vietnã se tornou um parceiro econômico e político crescente da Turquia na Associação de Nações do Sudeste Asiático. Os dois países são economias de perfil altamente ascendente, fazendo parte do Next Eleven e do CIVETS, ganhando assim reputação e recebendo mais investimentos.
Para o Vietnã, a Turquia é vista como a porta de entrada para o mercado do Oriente Médio, o que reforçou ainda mais a cooperação econômica entre os dois países. Em 2017, Binali Yıldırım fez uma visita oficial ao Vietnã para aumentar a cooperação econômica e política entre as nações.
Há uma pequena população Cham na Turquia, a maioria descendente de refugiados Cham que fugiram da Guerra do Vietnã.